# Якубов (район Малацки)
Якубов (словац. Jakubov, венг. Nagyjakabfalva, нем. Jakobsdorf) — деревня в юго-западной Словакии в составе района Малацки в Братиславском крае.
Расположен в исторической области Загорье в 8 км к западу от города Малацки и около 10 км от австрийского города Ангерн-ан-дер-Марх. К западу и югу от Якубова находится заповедник Загорье.
Население Якубова по состоянию на 31.12.2020 — 1665 жителей.

## История
Первое письменное упоминание датируется 1460 годом. До 1918 года в составе Венгерского королевства, после чего во вновь образованной Чехословакии.
Жители деревни в прошлом, в основном, занимались выращиванием конопли. Эта конопля, известная как «словацкая конопля», считалась очень тонкой и высококачественной и доставлялась в шахтёрские города Центральной Словакии. Другой важный продукт - масло семян конопли. 

## Население

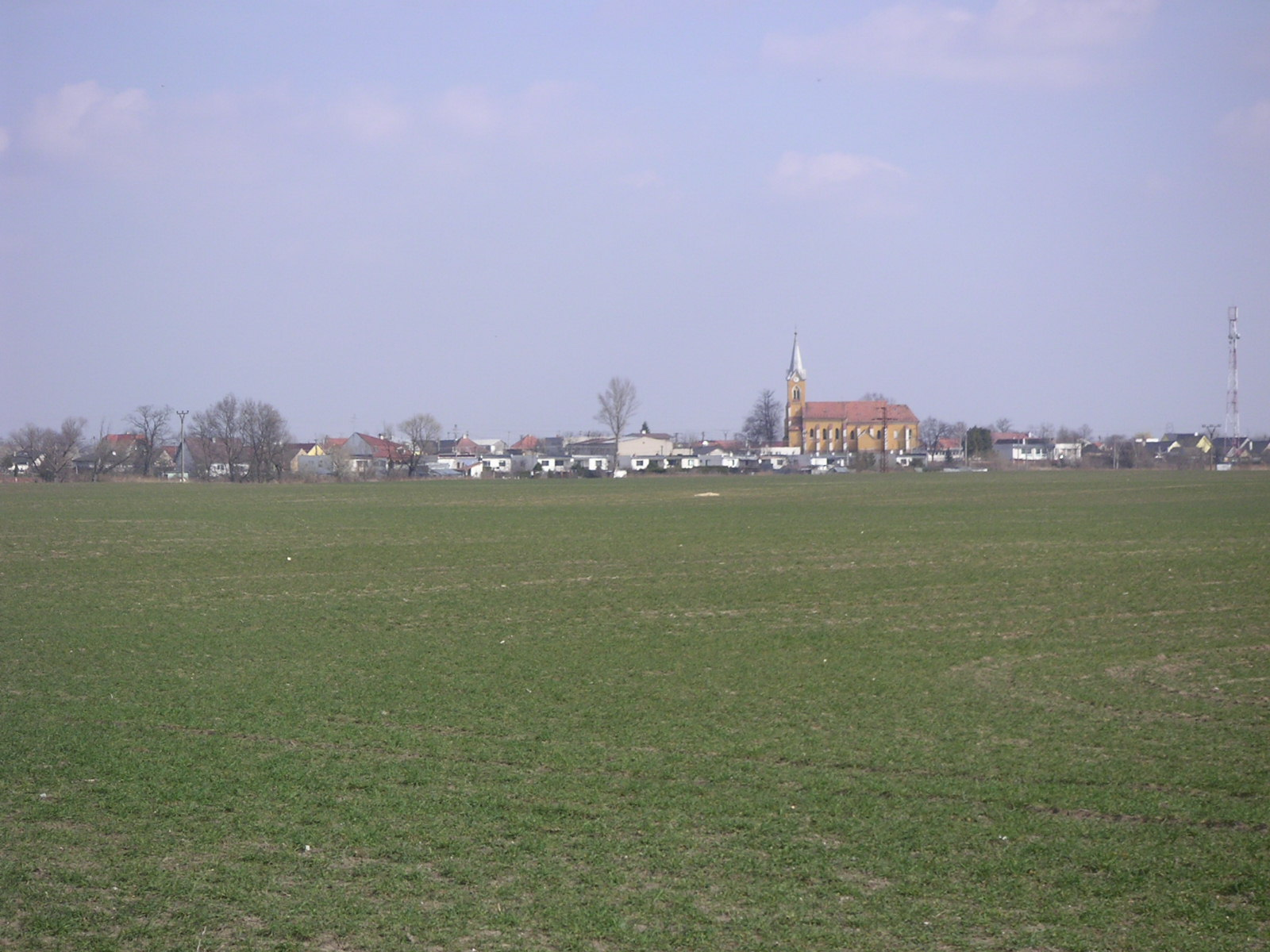
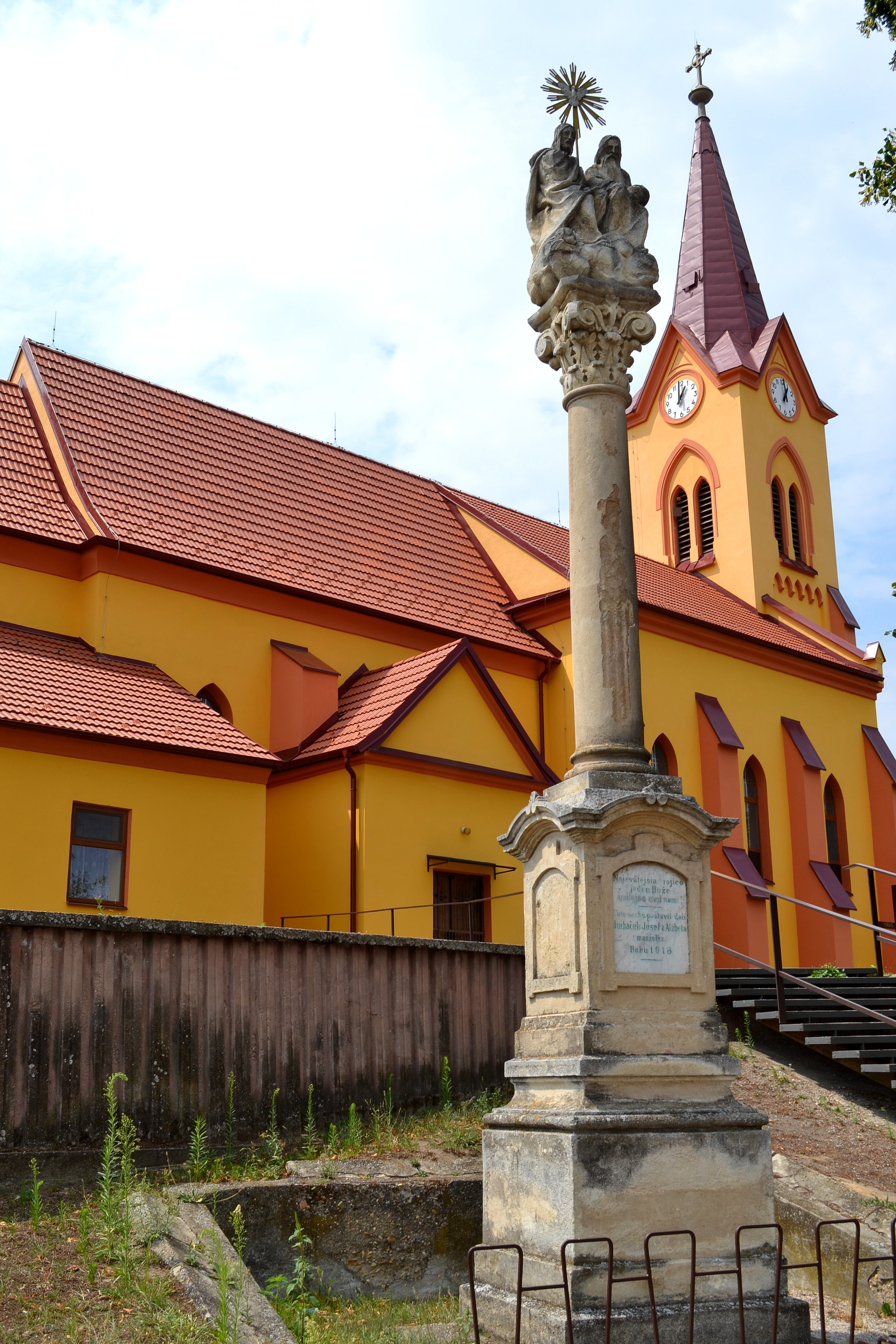
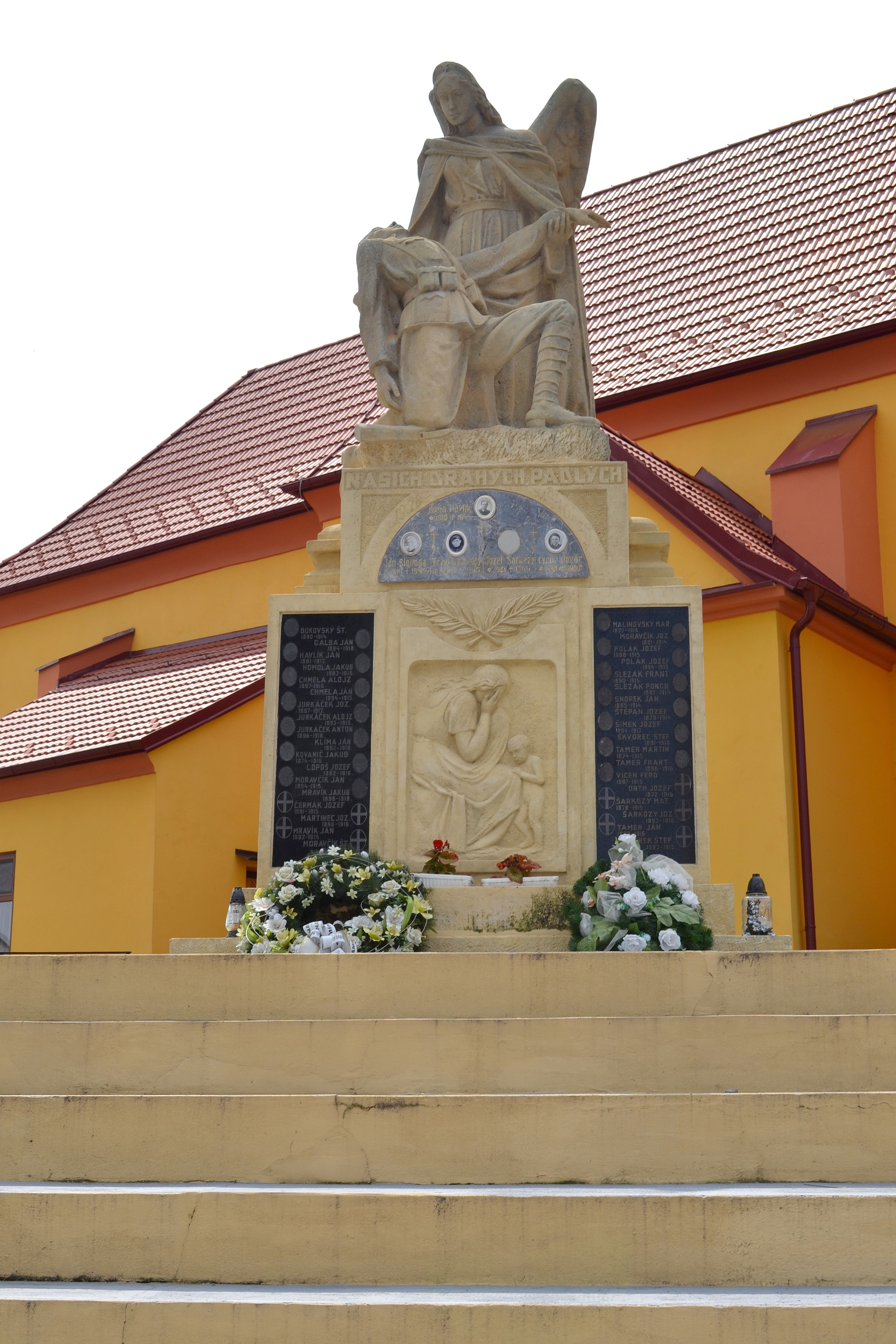

| Год:                | 1994 | 2004    | 2014     | 2024     |
| ------------------- | ---- | ------- | -------- | -------- |
| Количество человек: | 1290 | 1376    | 1592     | 1815     |
| Разница:            |      | +6,66 % | +15,69 % | +14,00 % |